# Saison 1 de Chicago PD
Chronologie
Saison 2
Cet article présente le guide des épisodes de la première saison de la série télévisée américaine Chicago PD.

## Généralités
- Le 10 mai 2013, la série a été officiellement commandée par le réseau NBC[1]
- Au Canada, la saison est diffusée en simultané sur le réseau Global[2].
- Le 31 janvier 2014, NBC a commandé deux épisodes supplémentaires, portant la saison à quinze épisodes[3].
- En France, la saison a été diffusée du 14 janvier 2015 au 12 février 2015 sur TF1.

## Synopsis
La série décrit le quotidien de plusieurs patrouilleurs en tenue et de membres de l'unité des renseignements criminels affectés au 21e district du Chicago Police Department...

## Distribution

### Acteurs principaux
- Jason Beghe (VF : Thierry Hancisse) : Sergent Henry « Hank » Voight
- Jon Seda (VF : David Mandineau) : Détective Antonio Dawson
- Sophia Bush (VF : Barbara Delsol) : Détective Erin Lindsay
- Jesse Lee Soffer (VF : Thibaut Belfodil) : Détective Jay Halstead
- Patrick Flueger (VF : Sébastien Desjours) : Officier Adam Ruzek
- Marina Squerciati (VF : Olivia Nicosia) : Officier Kim Burgess
- LaRoyce Hawkins (VF : Daniel Lobé) : Officier Kevin Atwater
- Archie Kao (VF : Nicolas Mossard) : Détective Sheldon Jin
- Elias Koteas (VF : Christian Gonon) : Détective Alvin Olinsky

### Acteurs récurrents et invités
- Scott Eastwood : Officier Jim Barnes (épisode 1)
- Tania Raymonde : Officier Nicole Sermons (épisode 1)
- Kelly Blatz : Officier Elam (épisode 1)
- J. B. Smoove : Sergent Pruitt (épisode 1)
- America Olivo : Laura Dawson, femme d'Antonio
- Amy Morton (VF: Françoise Vallon) : Sergent Trudy Platt
- Robert Wisdom : Commandant Perry
- Robin Weigert : Voight's Handler
- Mykelti Williamson : Chef Hammond
- David Aron Damane : Maurice Owens
- Stella Maeve : Nadia
- Ice-T (VF : Jean-Paul Pitolin) : Inspecteur Odafin Tutuola (de New York, unité spéciale)
- Kelli Giddish (VF : Anne Dolan) : Inspecteur Amanda Rollins (de New York, unité spéciale)
- Sydney Tamiia Poitier : Détective Sumners
- Ian Bohen : Edwin Stillwell
- Kurt Naebig (VF : Vincent Ropion) : Lieutenant Bruce Belden
- Mark Dacascos : Jimmy Shi (épisode 1)
- Amanda Righetti : Dr Holly Thelan (épisode 1)

## Épisodes

### Épisode 1:La Méthode Voight (1/2)
- États-Unis /  Canada : 8 janvier 2014 sur NBC[4] / Global
- Belgique : 11 juin 2014 sur RTL-TVI[5]
- Suisse : 4 juillet 2014 sur RTS Un
- France : 14 janvier 2015 à 20 h 55 sur TF1[6]
- Québec : 3 février 2015 sur V

- États-Unis : 8,59 millions de téléspectateurs[7] (première diffusion)
- Canada : 1,21 million de téléspectateurs[8] (première diffusion + différé 7 jours)
- Belgique : 340 100 téléspectateurs[9] (première diffusion)
- France : 4,76 millions de téléspectateurs[10] (première diffusion)

- Melissa Sagemiller (Détective Julia Willhite)
- Isaac White (D'Anthony)
- Arturo Del Puerto (Adres "Pulpo" Dias)
- Monica Raymund (Gabriela Dawson)
- Lauren German (Leslie Shay)
- David Eigenberg (Christopher Herrmann)
- Yuri Sardarov (Brian « Otis » Zvonecek)
- Kurt Naebig (Lieutenant Bruce Belden)
- Zach Garcia (Diego Dawson)

### Épisode 2:La Méthode Voight (2/2)
- États-Unis /  Canada : 15 janvier 2014 sur NBC / Global
- Belgique : 11 juin 2014 sur RTL-TVI
- Suisse : 4 juillet 2014 sur RTS Un
- France : 14 janvier 2015 à 21 h 45 sur TF1
- Québec : 10 février 2015 sur V

- États-Unis : 5,50 millions de téléspectateurs[11] (première diffusion)
- Belgique : 314 600 téléspectateurs[9] (première diffusion)
- France : 4,04 millions de téléspectateurs[10] (première diffusion)

- Arturo Del Puerto (Adres "Pulpo" Dias)
- Monica Raymund (Gabriela Dawson)
- Kurt Naebig (Lieutenant Bruce Belden)
- Zach Garcia (Diego Dawson)
- Heidi Johanningmeier (Jasmine)
- Maya Moravec (Eva Dawson)

### Épisode 3:Un fils en liberté
- États-Unis /  Canada : 22 janvier 2014 sur NBC / Global
- Belgique : 18 juin 2014 sur RTL-TVI
- Suisse : 11 juillet 2014 sur RTS Un
- France : 14 janvier 2015 à 22 h 35 sur TF1
- Québec : 17 février 2015 sur V

- États-Unis : 6,24 millions de téléspectateurs[12] (première diffusion)
- Canada : 1,318 million de téléspectateurs[13] (première diffusion + différé 7 jours)
- Belgique : 278 000 téléspectateurs[14] (première diffusion)
- France : 3,36 millions de téléspectateurs[10] (première diffusion)

### Épisode 4:Le Rôle du père
- États-Unis /  Canada : 29 janvier 2014 sur NBC / Global
- Belgique : 18 juin 2014 sur RTL-TVI
- Suisse : 11 juillet 2014 sur RTS Un
- France : 21 janvier 2015 à 20 h 55 sur TF1
- Québec : 24 février 2015 sur V

- États-Unis : 6,89 millions de téléspectateurs[15] (première diffusion)
- Canada : 1,374 million de téléspectateurs[16] (première diffusion + différé 7 jours)
- Belgique : 248 000 téléspectateurs[14] (première diffusion)
- France : 4,58 millions de téléspectateurs[17] (première diffusion)

### Épisode 5:Les Transporteuses
- États-Unis /  Canada : 5 février 2014 sur NBC / Global
- Belgique : 25 juin 2014 sur RTL-TVI
- Suisse : 18 juillet 2014 sur RTS Un
- France : 21 janvier 2015 à 21 h 45 sur TF1
- Québec : 3 mars 2015 sur V

- États-Unis : 6 millions de téléspectateurs[18] (première diffusion)
- Canada : 1,195 million de téléspectateurs[19] (première diffusion + différé 7 jours)
- Belgique : 250 200 téléspectateurs[20] (première diffusion)
- France : 4,01 millions de téléspectateurs[17] (première diffusion)

### Épisode 6:Les Alliés de New York
- États-Unis /  Canada : 26 février 2014 sur NBC / Global
- Belgique : 25 juin 2014 sur RTL-TVI
- Suisse : 18 juillet 2014 sur RTS Un
- France : 21 janvier 2015 à 22 h 35 sur TF1
- Québec : 10 mars 2015 sur V

- États-Unis : 8 millions de téléspectateurs[21] (première diffusion)
- Belgique : 244 200 téléspectateurs[20] (première diffusion)
- France : 3,37 millions de téléspectateurs[17] (première diffusion)

### Épisode 7:Du sang sur les mains
- États-Unis /  Canada : 5 mars 2014 sur NBC / Global
- Belgique : 2 juillet 2014 sur RTL-TVI
- Suisse : 25 juillet 2014 sur RTS Un
- France : 28 janvier 2015 à 20 h 55 sur TF1
- Québec : 17 mars 2015 sur V

- États-Unis : 6,05 millions de téléspectateurs[22] (première diffusion)
- Belgique : 327 100 téléspectateurs[23] (première diffusion)
- France : 4,37 millions de téléspectateurs[24] (première diffusion)

### Épisode 8:Opération Chinatown
- États-Unis /  Canada : 12 mars 2014 sur NBC / Global
- Belgique : 2 juillet 2014 sur RTL-TVI
- Suisse : 25 juillet 2014 sur RTS Un
- France : 28 janvier 2015 à 21 h 45 sur TF1
- Québec : 24 mars 2015 sur V

- États-Unis : 5,84 millions de téléspectateurs[25] (première diffusion)
- Canada : 1,089 million de téléspectateurs[26] (première diffusion + différé 7 jours)
- Belgique : 266 500 téléspectateurs[23] (première diffusion)
- France : 3,76 millions de téléspectateurs[24] (première diffusion)

- Mark Dacascos : Jimmy Shi

### Épisode 9:Un témoin très spécial
- États-Unis /  Canada : 19 mars 2014 sur NBC / Global
- Belgique : 9 juillet 2014 sur RTL-TVI
- Suisse : 8 août 2014 sur RTS Un
- France : 28 janvier 2015 à 22 h 35 sur TF1
- Québec : 31 mars 2015 sur V

- États-Unis : 5,74 millions de téléspectateurs[27] (première diffusion)
- Canada : 1,093 million de téléspectateurs[28] (première diffusion + différé 7 jours)
- Belgique : 342 400 téléspectateurs[29] (première diffusion)
- France : 3,17 millions de téléspectateurs[24] (première diffusion)

### Épisode 10:Le Combat d'Halstead
- États-Unis /  Canada : 2 avril 2014 sur NBC / Global
- Belgique : 9 juillet 2014 sur RTL-TVI
- Suisse : 8 août 2014 sur RTS Un
- France : 4 février 2015 à 20 h 55 sur TF1
- Québec : 7 avril 2015 sur V

- États-Unis : 5,75 millions de téléspectateurs[30] (première diffusion)
- Canada : 643 000 téléspectateurs[31]
- Belgique : 304 000 téléspectateurs[29] (première diffusion)
- France : 4,78 millions de téléspectateurs[32] (première diffusion)

### Épisode 11:Les Infiltrées
- États-Unis /  Canada : 9 avril 2014 sur NBC / Global
- Belgique : 16 juillet 2014 sur RTL-TVI
- Suisse : 15 août 2014 sur RTS Un
- France : 4 février 2015 à 21 h 45 sur TF1
- Québec : 14 avril 2015 sur V

- États-Unis : 6,48 millions de téléspectateurs[33] (première diffusion)
- Canada : 1,174 million de téléspectateurs[34] (première diffusion + différé 7 jours)
- Belgique : 294 200 téléspectateurs[35] (première diffusion)
- France : 4,06 millions de téléspectateurs[32] (première diffusion)

### Épisode 12:L'Attaque de Chicago
- États-Unis /  Canada : 30 avril 2014 sur NBC / Global
- Suisse : 15 août 2014 sur RTS Un
- France : 4 février 2015 à 22 h 35 sur TF1
- Québec : 21 avril 2015 sur V
- Belgique : 26 décembre 2014 sur RTL-TVI

- États-Unis : 7,28 millions de téléspectateurs[36] (première diffusion)
- Canada : 1,406 million de téléspectateurs[37] (première diffusion + différé 7 jours)
- Belgique : 257 900 téléspectateurs[38] (première diffusion)
- France : 3,38 millions de téléspectateurs[32] (première diffusion)

### Épisode 13:Incorrigible Pulpo
- États-Unis /  Canada : 7 mai 2014 sur NBC / Global
- Belgique : 16 juillet 2014 sur RTL-TVI
- Suisse : 22 août 2014 sur RTS Un
- France : 11 février 2015 à 23 h 40 sur TF1
- Québec : 28 avril 2015 sur V

- États-Unis : 5,39 millions de téléspectateurs[39] (première diffusion)
- Canada : 1,284 million de téléspectateurs[40] (première diffusion + différé 7 jours)
- Belgique : 273 600 téléspectateurs[35] (première diffusion)
- France : 1,34 million de téléspectateurs[41] (première diffusion)

### Épisode 14:En mon âme et conscience
- États-Unis /  Canada : 14 mai 2014 sur NBC / Global
- Belgique : 23 juillet 2014 sur RTL-TVI
- Suisse : 22 août 2014 sur RTS Un
- France : 12 février 2015 à 00 h 25 sur TF1
- Québec : 5 mai 2015 sur V

- États-Unis : 6,06 millions de téléspectateurs[42] (première diffusion)
- Canada : 1,2 million de téléspectateurs[43] (première diffusion + différé 7 jours)
- Belgique : 297 700 téléspectateurs[44] (première diffusion)
- France : 998 000 téléspectateurs[41] (première diffusion)

### Épisode 15:Le Secret d'Erin Lindsay
- États-Unis /  Canada : 21 mai 2014 sur NBC[45] / Global
- Belgique : 23 juillet 2014 sur RTL-TVI
- Suisse : 22 août 2014 sur RTS Un
- France : 12 février 2015 à 01 h 10 sur TF1
- Québec : 12 mai 2015 sur V

- États-Unis : 6,27 millions de téléspectateurs[46] (première diffusion)
- Belgique : 295 400 téléspectateurs[44] (première diffusion)
- France : 587 000 téléspectateurs[41] (première diffusion)

## Audiences aux États-Unis
| N° d'épisode | Titre original          | Titre français           | Chaîne | Date de diffusion originale | Audience (en millions de téléspectateurs) | Pdm sur les 18-49 ans |
| ------------ | ----------------------- | ------------------------ | ------ | --------------------------- | ----------------------------------------- | --------------------- |
| 1            | Stepping Stone          | La méthode Voight (1/2)  | NBC    | 8 janvier 2014              | 8.59                                      | 2.0                   |
| 2            | Wrong Side of the Bars  | La méthode Voight (2/2)  | NBC    | 15 janvier 2014             | 5.50                                      | 1.5                   |
| 3            | Chin Check              | Un fils en liberté       | NBC    | 22 janvier 2014             | 6.24                                      | 1.6                   |
| 4            | Now Is Always Temporary | Le rôle du père          | NBC    | 29 janvier 2014             | 6.89                                      | 1.7                   |
| 5            | Thirty Balloons         | Les transporteuses       | NBC    | 5 février 2014              | 6.00                                      | 1.7                   |
| 6            | Conventions             | Les alliés de New York   | NBC    | 26 février 2014             | 8.00                                      | 2.2                   |
| 7            | The Price We Pay        | Du sang sur les mains    | NBC    | 5 mars 2014                 | 6.05                                      | 1.5                   |
| 8            | Different Mistakes      | Opération Chinatown      | NBC    | 12 mars 2014                | 5.84                                      | 1.6                   |
| 9            | A Material Witness      | Un témoin très spécial   | NBC    | 19 mars 2014                | 5.74                                      | 1.4                   |
| 10           | At Least It's Justice   | Le combat d'Alstead      | NBC    | 2 avril 2014                | 5.75                                      | 1.6                   |
| 11           | Turn Off the Light      | Les infiltrés            | NBC    | 9 avril 2014                | 6.49                                      | 1.6                   |
| 12           | 8:30 PM                 | L'attaque de Chicago     | NBC    | 30 avril 2014               | 7.28                                      | 1.9                   |
| 13           | My Way                  | Incorrigible Pulpo       | NBC    | 7 mai 2014                  | 5.39                                      | 1.4                   |
| 14           | The Docks               | En mon âme et conscience | NBC    | 14 mai 2014                 | 6.06                                      | 1.5                   |
| 15           | A Beautiful Friendship  | Le secret d'Erin Lindsay | NBC    | 21 mai 2014                 | 6.27                                      | 1.6                   |